# Fiat Chrysler Automobiles
Fiat Chrysler Automobiles NV, також відомий як FCA — колишня багатонаціональна корпорація, зареєстрована в Нідерландах, і свого часу була сьомим у світі за величиною виробником автомобілів. Група була створена в кінці 2014 року шляхом злиття Fiat SpA в новий холдинг, Fiat Chrysler Automobiles NV, який зареєстрований у Нідерландах (зі штаб — квартирою в Лондоні) для оптимізації оподаткування. Холдингова компанія котирувалася на Нью-Йоркській фондовій біржі і Borsa Italiana в Мілані. Exor SpA, італійська інвестиційна група, що належить родині Аньєллі, володіла 29,19 % групи FCA і контролювала 44,31 % через механізм лояльності голосування.

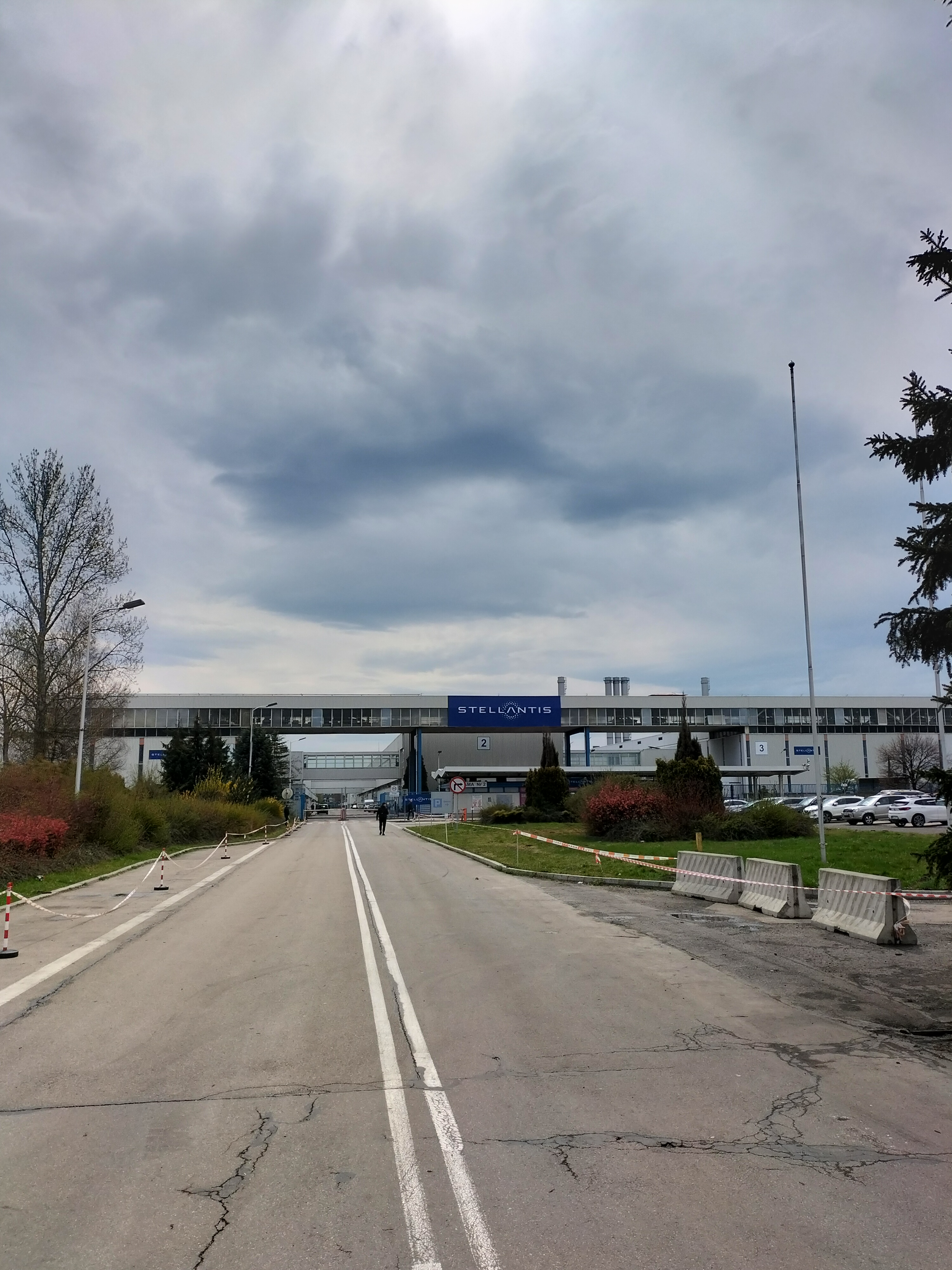

Бренди FCA, що спрямовані на масовий ринок, працювали через дві основні дочірні компанії: FCA Італія (раніше Fiat Group Automobiles) і FCA США (раніше Chrysler LLC). Портфель компанії включав у себе багато широковідомих автомобільних марок, таких як Alfa Romeo, Chrysler, Dodge, Fiat, Fiat Professional, Jeep, Lancia, Ram Trucks, Abarth, Mopar і SRT. FCA також володіла Maserati, COMAU, Magneti Marelli і Teksid. FCA працювала в чотирьох регіонах (НАФТА, ЛАТАМ, АПАС і EMEA).
16 січня 2021 року Fiat Chrysler Automobiles та французький автовиробник Peugeot S.A. (PSA) оголосили про завершення злиття і утворення компанії Stellantis. Раніше рішення про злиття двох автовиробників було схвалене абсолютною більшістю голосів акціонерів компаній.